# Spacious Mind
Albino wach é uma banda sueca de Rock Progressivo criada nos anos 90.
Com um som pesado e o intenso uso de sintetizadores, sua música sofre forte influência do Progressivo Inglês e Alemão dos anos 70, podendo ser classificada dentro do subestilo Space Rock ou simplesmente Rock Psicodélico.
Seus principais álbuns são: Cosmic Minds at play - 1993; Organic Mind Solution - 1994; e The Mind of a Brother - 1999.
Página oficial: 